# モハマド・ファジリ・サーリ
モハマド・ファジリ・サーリ（マレー語: Mohd Fadzli Saari、1983年1月1日 - ）は、マレーシアの元サッカー選手。元マレーシア代表。現役時代のポジションはFW。

## クラブ歴
2001年に彼はドイツのSVヴェーエンにルディ・ラムリと共に加入し、マレーシア人として初めてドイツのクラブと契約を交わした選手となった。
2002年にマレーシアに戻りパハンFAに加入、2004年にはマレーシア・スーパーリーグを制した。

## 代表歴
2005年東南アジア競技大会サッカー競技ではU-23代表の主将を務め、3位決定戦のインドネシアU-23代表戦では得点を決め、この1点が決勝点となり、1-0でのマレーシアU-23代表の勝利及び銅メダル獲得の立役者となった。
AFCアジアカップ2007の際にも招集されたが、2試合のみの出場となった。以後の招集は長い間無かったものの、2009年1月に1年半ぶりに招集された。しかし、出場機会は無かった。

## 個人成績
A代表での得点一覧
| #  | 日附          | 場所             | 対戦相手     | 得点 | 結果 | 大会     |
| -- | ------------- | ---------------- | ------------ | ---- | ---- | -------- |
| 1. | 2003年9月26日 | クアラルンプール | インドネシア | 1-1  | 引分 | 親善試合 |
| 2. | 2007年3月24日 | コロンボ         | スリランカ   | 1-4  | 勝利 | 親善試合 |